# Oskar Werner
Oskar Werner, pseudonimo di Oskar Josef Bschließmayer (Vienna, 13 novembre 1922 – Marburgo, 23 ottobre 1984), è stato un attore austriaco.

## Biografia

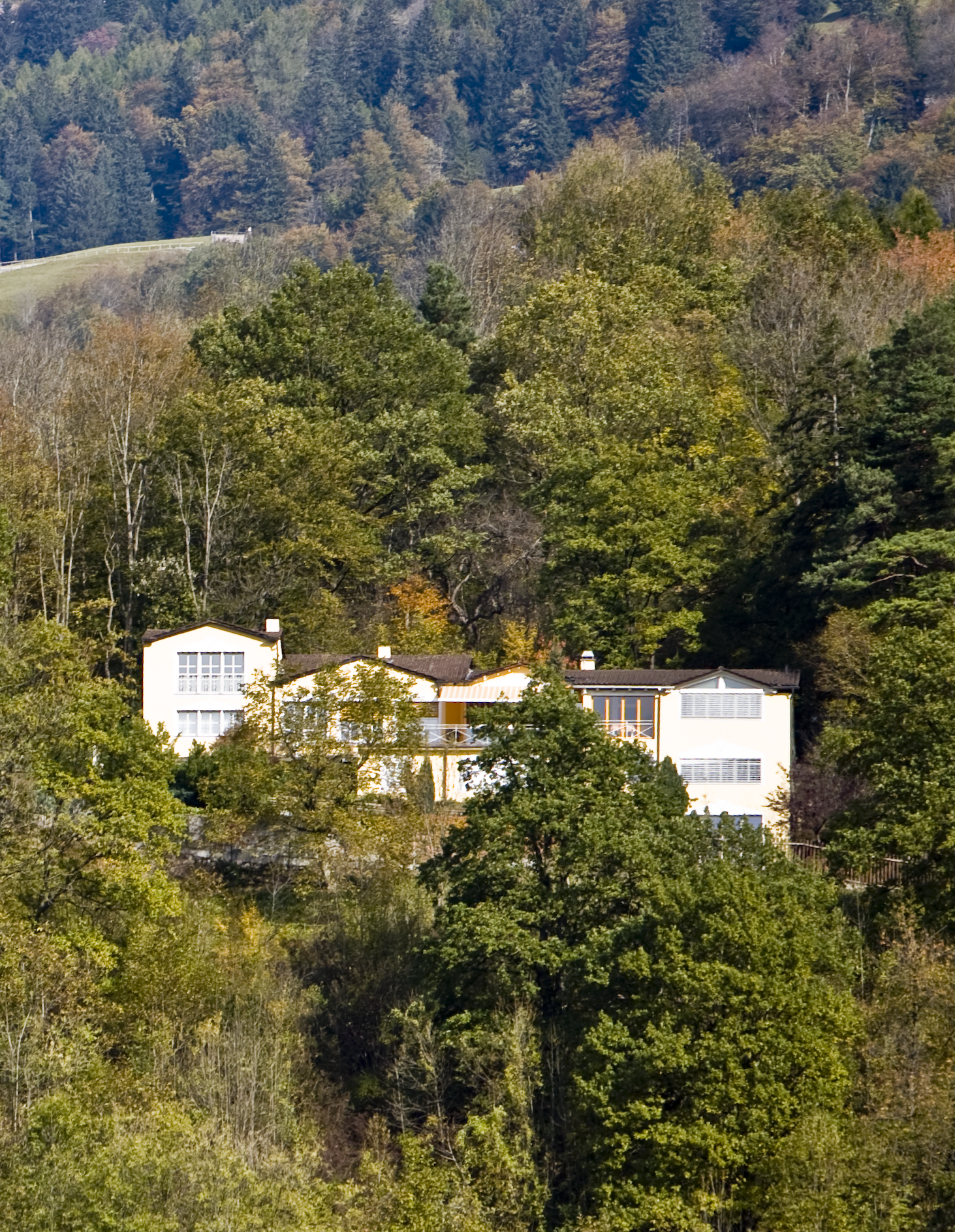
La casa di Oskar Werner a Triesen (Liechtenstein)

Considerato uno dei migliori attori teatrali europei, iniziò la sua carriera a 18 anni presso il Burgtheater di Vienna. Convinto pacifista, fu arruolato allo scoppio della seconda guerra mondiale ma, appena ne ebbe la possibilità, disertò. Dopo la guerra ricominciò la carriera teatrale e, nel 1948, debuttò nel suo primo film, La casa dell'angelo. Qualche anno più tardi dichiarava ancora: "Io sono sposato con il teatro".
Nel 1952 recitò per la prima volta in un film in inglese, I dannati (1952), diretto da Anatole Litvak e prodotto dalla 20th Century Fox - nel ruolo di un tedesco prigioniero di guerra. Successivamente tornò al teatro, interpretando una memorabile edizione dell'Amleto, andata in scena nel 1952 a Francoforte, e limitando i suoi impegni cinematografici a produzioni artisticamente importanti. Negli anni successivi recitò in Mozart (1955) e Lola Montès (1955), e nel 1959 fondò il suo teatro chiamandolo Theatre Ensemble Oskar Werner.
Nel 1962 recitò in uno dei suoi film più famosi, Jules e Jim di François Truffaut, divenendo una star internazionale. Seguirono una lunga serie di successi come La nave dei folli (1965), che gli valse una nomination agli Oscar e ai Golden Globe, La spia che venne dal freddo (1965), con cui vinse il Golden Globe, e La nave dei dannati (1976), che gli valse un'altra nomination ai Globe. Sotto la direzione di Truffaut fu anche protagonista del celebre Fahrenheit 451 (1966). Il film segnò la fine della collaborazione fra i due artisti, a causa di un violento contrasto esploso sul set per divergenze sulla costruzione del personaggio di Montag. Curiosamente, una foto di Werner è visibile nel tempio dedicato agli amici scomparsi che appare nel film di Truffaut La camera verde (1978).
Negli anni settanta e ottanta ritornò al palcoscenico, interpretando e dirigendo ancora l'Amleto, mentre nel 1975 apparve in un episodio del telefilm Colombo, dove interpretò l'assassino ricercato da Peter Falk. L'alcolismo gli precluse alcune opportunità di carriera (fu costretto a rompere un vantaggioso contratto con la Twentieth Century Fox e dal 1977 in poi abbandonò completamente il cinema) e lo portò alla morte per infarto nel 1984, all'età di 61 anni, appena due giorni dopo la scomparsa di François Truffaut, il regista francese che lo aveva reso celebre.

### Vita privata
È stato sposato due volte: prima dal 1944 al 1953 con l'attrice Elisabeth Kalina dalla quale ha avuto una figlia, Eleanore; poi nel 1954 con la pianista Anne Power (figlia dell'attrice francese Annabella e adottata dal noto attore statunitense Tyrone Power). I due divorziarono nel 1968, dopo 3 anni che lui aveva iniziato una relazione con Diana Bennett Wanger e da cui era nato nel 1966 il figlio Felix Florian, relazione poi conclusasi nel 1969.

## Filmografia

### Cinema
- Geld fällt vom Himmel, regia di Heinz Helbig (1938)
- Hotel Sacher, regia di Erich Engel (1939)
- La casa dell'angelo (Der Engel mit der Posaune), regia di Karl Hartl (1948)
- Eroica, regia di Walter Kolm-Veltée (1949)
- Das gestohlene Jahr, regia di Wilfried Fraß (1951)
- Ruf aus dem Äther, regia di Georg Klaren (1951)
- I dannati (Decision Before Dawn), regia di Anatole Litvak (1952)
- L'ultimo atto (Der letzte Akt), regia di Georg Wilhelm Pabst (1955)
- Spionage, regia di Franz Antel (1955)
- Mozart, regia di Karl Hartl (1955)
- Lola Montès, regia di Max Ophüls (1955)
- Jules e Jim (Jules et Jim), regia di François Truffaut (1962)
- La nave dei folli (Ship of Fools), regia di Stanley Kramer (1965)
- La spia che venne dal freddo (The Spy Who Came in from the Cold), regia di Martin Ritt (1965)
- Fahrenheit 451, regia di François Truffaut (1966)
- Interludio (Interlude), regia di Kevin Billington (1968)
- L'uomo venuto dal Kremlino (The Shoes of the Fisherman), regia di Michael Anderson (1968)
- La nave dei dannati (Voyage of the Damned), regia di Stuart Rosenberg (1976)

### Televisione
- Ein gewisser Judas, regia di Oskar Werner – film TV (1958)
- Torquato Tasso, regia di Josef Gielen – film TV (1964)
- Colombo (Columbo) – serie TV, episodio 4x05 (1975)

## Doppiatori italiani
- Sergio Graziani in La nave dei folli, La spia che venne dal freddo, Fahrenheit 451, L'uomo venuto dal Kremlino
- Gianfranco Bellini in I dannati
- Giuseppe Rinaldi in Jules e Jim
- Pierangelo Civera in La nave dei dannati
- Cesare Barbetti in Lola Montès
- Alberto Lionello in Colombo

## Riconoscimenti
Premi Oscar 1966 – Candidatura all'Oscar al miglior attore per La nave dei folli